# شبهورت ماهورت
شبهورت ماهورت (بالإنجليزية: Shubho Mahurat) هو فيلم هندي وبنغالي لعام 2003 ومن إخراج ريتبارنو غوش. ويستند الفيلم على رواية أجاثا كريستي للآنسة ماربل المرآة المتصدعة

## طاقم التمثيل
- شارميلا طاغور بدور بادميني شودري
- رعاخي بدور رانجا بيشيما
- نانديتا داس بدور ماليكا سين
- سومانتا موخرجي بدور سامبيت روي
- كالياني ماندال بدور كاكولي

## روابط خارجية
- شبهورت ماهورت على موقع IMDb (الإنجليزية)
- شبهورت ماهورت على موقع قاعدة بيانات الفيلم (الإنجليزية)
- شبهورت ماهورت على موقع ليتربوكسد (الإنجليزية)
- شبهورت ماهورت على موقع كينوبويسك (الروسية)